# Saint-Berthevin-la-Tannière
Saint-Berthevin-la-Tannière település Franciaországban, Mayenne megyében. Lakosainak száma 294 fő (2022. január 1.). Saint-Berthevin-la-Tannière La Dorée, Carelles, Levaré, Montaudin és Saint-Mars-sur-la-Futaie községekkel határos.

## Népesség
A település népessége az elmúlt években az alábbi módon változott:
| Lakosok száma | 664  | 504  | 438  | 362  | 359  | 346  | 332  | 308  | 303  | 294  |
|               | 1968 | 1982 | 1990 | 2006 | 2013 | 2015 | 2017 | 2019 | 2020 | 2022 |